# Inocencio I
Inocencio I fue el papa 40.º de la Iglesia católica entre 401 y 417.
Era natural de Albano. Según su contemporáneo, Jerónimo de Estridón, era hijo del papa anterior, Anastasio I, probablemente el único caso en la historia en que un hijo sucede a su padre en el papado. Fue elegido el 22 de diciembre de 401. Ordenó que todos los casos graves tenían que ser revisados por él y en los demás se reservaba el derecho a intervenir. Ejerció este derecho en muchas cuestiones diversas, especialmente en aquellas relacionadas con las celebraciones litúrgicas. 
Su gran amigo Juan Crisóstomo fue expulsado como Patriarca de Constantinopla debido a hostilidades personales con la emperatriz Elia Eudoxia y las intrigas de Teófilo de Alejandría. Inocencio I intervino para reintegrarlo a su sede.
Se enfrentó firmemente a Pelagio y al pelagianismo, con tanta autoridad y decisión que Agustín de Hipona, cuando lo supo, pronunció aquella famosa frase que ha llegado a ser un refrán: Roma locuta, causa finita ("Cuando Roma ha hablado, la causa está terminada"). También condenó el priscilianismo.
El 24 de agosto de 410 el rey visigodo, Alarico, conquistó y saqueó a Roma. Inocencio no se encontraba en la ciudad, sino que estaba en la corte imperial en Rávena tratando de hacer negociaciones con Alarico. Cuando regresó a Roma hizo lo posible por reparar los daños hechos por los godos. 
Murió el 12 de marzo de 417, por lo que su festividad se celebra dicho día, aunque desde el siglo XIII hasta el siglo XX, se conmemoraba el 28 de julio. Su sucesor fue Zósimo.